# Jerzens
Jerzens is een gemeente in het district Imst van de Oostenrijkse deelstaat Tirol.
Jerzens ligt aan het begin van het Pitztal, aan de oostzijde van het dal. Tot de gemeente horen diverse andere woonkernen aan weerszijden van de rivier Pitzbach, waaronder Irtzens, Ritzenried en Piller. In de lagergelegen gebieden rondom de hoofdkern Jerzens strekt zich het grootste verbouwingsgebied voor maïs in Noord-Tirol.

## Economie
Tot het midden van de 20e eeuw waren landbouw en handwerk de belangrijkste bron van inkomsten voor de inwoners van Jerzens. Veel inwoners zagen zich echter genoodzaakt te verhuizen of als seizoensarbeider in het buitenland in loondienst te treden. Dat veranderde met de opkomst van het toerisme, nadat in 1964 bij het Hochzeigerhaus een skilift in gebruik werd genomen. Inmiddels is Hochzeiger uitgegroeid tot volwaardig skigebied, waarin Jerzens in het winterhoogseizoen plaats kan bieden aan ongeveer 2000 toeristen. Jerzens is via de Jerzener Straße (L243) op de Pitztalstraße (L16) aangesloten.

## Geschiedenis
De gunstige condities voor het bedrijven van akkerbouw en veeteelt leidde waarschijnlijk al lang geleden tot bewoning van het gebied. Rond 600 kwamen vanuit het noorden Bajuwaren, toenmalige inwoners van het huidige Beieren de oorspronkelijke bevolking, de Reten, vergezellen. De toentertijd invloedrijke heren van Starkenberg en Stift Stams richtten meerdere verspreid gelegen alpenboerderijen op, waaruit in de loop der eeuwen de verschillende dorpskernen ontstonden.
Andere kolonisten van het gebied waren de Walser, die in de 13e en 14e eeuw vanuit het Zwitserse Wallis over de bergen naar Jerzens waren getrokken.
In een register uit 1313 worden Irtzens en Ritzenried genoemd als belastingplichtige dorpsverbanden van de administratieve rechtbank van Imst. Rond 1650 was Jerzens een zelfstandige belastinggemeente, waaruit in 1811 tijdens de Beierse heerschappij de politieke gemeente ontstond.

## Geboren
- Helmut Wechselberger (1953), wielrenner